# België op de Olympische Zomerspelen 1960
België nam deel aan de Olympische Zomerspelen 1960 in Rome, Italië. Opnieuw werd geen goud gewonnen. Het aantal zilveren medailles was gelijk aan dat van vier jaar geleden. Er werden nu ook twee bronzen medailles gewonnen.

## Medailleoverzicht
| Sport      | Olympiër             | Discipline   | Medaille |
| ---------- | -------------------- | ------------ | -------- |
| Atletiek   | Roger Moens          | 800 m        | Zilver   |
| Wielrennen | Leo Sterckx          | sprint       | Zilver   |
| Wielrennen | Willy Vanden Berghen | wegwedstrijd | Brons    |
| Zeilen     | André Nelis          | finn-klasse  | Brons    |

## Resultaten en deelnemers per onderdeel

### Atletiek
| Olympiër                                                     | Discipline               | Resultaat | Prestatie |
| ------------------------------------------------------------ | ------------------------ | --------- | --- |
| Romain Poté                                                  | 100m (m)                 | 39e       | serie 6: 5e in 11,0 |
| Jean-Pierre Barra                                            | 200m (m)                 | 45e       | serie 8: 4e in 22,3 |
| Romain Poté                                                  | 200m (m)                 | 39e       | serie 11: 4e in 22,1 |
| Louis De Clerck                                              | 200m (m)                 | 24e       | serie 3: 3e in 47,9 kwartfinale 4: 7e in 48,4 |
| Marcel Lambrechts                                            | 200m (m)                 | 42e       | serie 4: 5e in 49,5 |
| Jos Lambrechts                                               | 800m (m)                 | 26e       | serie 2: 3e in 1.49,24 |
| Roger Moens                                                  | 800m (m)                 | Zilver    | serie 6: 1e in 1.50,73 kwartfinale 4: 1e in 1.48,69 halve finale 2: 2e in 1.47,49 finale: 2e in 1.46,55 |
| Eugène Allonsius                                             | 5000m (m)                | 29e       | serie 4: 6e in 14.37,20 |
| Hedwig Leenaert                                              | 5000m (m)                | 23e       | serie 1: 6e in 14.25,81 |
| Marcel Lambrechts                                            | 400m horden (m)          | 28e       | serie 2: 5e in 53,67 |
| Gaston Roelants                                              | 3000m steeplechase (m)   | 4e        | serie 3: 3e in 8.49,52 finale: 4e in 8.47,45 |
| Louis De Clerck Jos Lambrechts Marcel Lambrechts Roger Moens | 4x400m (m)               | 17e       | serie 2: 4e in 3.15,26 |
| Aureel Vandendriessche                                       | marathon (m)             | DNF       | niet gefinisht |
| Romain Poté                                                  | verspringen (m)          | 38e       | kwalificatie: 38e met 6,92m |
| Raymond Van Dijck                                            | polsstokhoogspringen (m) | 23e       | kwalificatie: 23e met 4,00m |
| Leo Mariën                                                   | tienkamp (m)             | 18e       | 100m: 8e in 11,5 (737 punten) verspringen: 16e met 6,62m (672 punten) kogelstoten: 25e met 11,44m (535 punten) hoogspringen: 5e met 1,75m (711 punten) 400m: 7e in 50,5 (807 punten) 110m horden: 6e in 15,5 (694 punten) discuswerpen: 23e met 34,28m (477 punten) polsstokhoogspringen: 11e met 3,30m (438 punten) speerwerpen: 21e met 44,71m (434 punten) 1500m: 8e in 4.40,0 (414 punten) totaal: 5919 punten |

### Boksen
| Olympiër       | Discipline | Resultaat | Prestatie                                     |
| -------------- | ---------- | --------- | --------------------------------------------- |
| Jo Horny       | -51kg (m)  | 17e       | 1e ronde: vrij 2e ronde: V van ITA Curcetti   |
| Milo Sarens    | -75kg (m)  | 9e        | 1e ronde: vrij 2e ronde: V van RCO Lo-Pu      |
| Yvon Becaus    | -81kg (m)  | 9e        | 1e ronde: vrij 2e ronde: V van USA Clay       |
| Willy Venneman | +81kg (m)  | 9e        | 1e ronde: vrij 2e ronde: V van ITA de Piccoli |

### Gewichtheffen
| Olympiër       | Discipline  | Resultaat | Prestatie                                                                            |
| -------------- | ----------- | --------- | ------------------------------------------------------------------------------------ |
| Clément Haeyen | -67,5kg (m) | 20e       | drukken: 21e met 102,5kg trekken: 20e met 97,5kg stoten: 20e met 125kg totaal: 325kg |
| Willy Claes    | -82,5kg (m) | 8e        | drukken: 7e met 125kg trekken: 18e met 112,5kg stoten: 7e met 155kg totaal: 392,5kg  |

### Gymnastiek
| Olympiër            | Discipline               | Resultaat | Prestatie     |
| ------------------- | ------------------------ | --------- | ------------- |
| Léopold De Smet     | meerkamp individueel (m) | 117e      | 93,30 punten  |
| René Marteaux       | meerkamp individueel (m) | 108e      | 98,85 punten  |
|                     |                          |           |               |
| Godelieve Brys      | meerkamp individueel (v) | 97e       | 64,598 punten |
| Veronica Grymonprez | meerkamp individueel (v) | 96e       | 65,563 punten |
| Rita Van De Velde   | meerkamp individueel (v) | 99e       | 64,098 punten |

### Hockey
| Olympiër | Discipline | Resultaat | Prestatie |
| --- | ---------- | --------- | --- |
| Yves Bernaert André Carbonnelle Eddy Carbonnelle Guy Debbaudt Pierre Delbecque Jean-Marie Dubois Roger Goossens Guy Huyghens Franz Lorette Robert Lycke André Muschs Michel Muschs Jacques Rémy Freddy Rens Jean-Louis Roersch Jacques Vanderstappen Jean-Pierre Marionex | mannen     | 11e       | groep D: 4e W van Zwitserland: 4-2 G tegen Groot-Brittannië: 1-1 V van Spanje: 1-3 9-12e plek: 3e V van Frankrijk: 0-1 V van Nederland: 1-2 |

| Groep C |                  |             |             |             |             |            |            |            |        |
| #       | Land             | Wedstrijden | Wedstrijden | Wedstrijden | Wedstrijden | Doelpunten | Doelpunten | Doelpunten | Punten |
| #       | Land             | G           | W           | G           | V           | V          | T          | Saldo      | Punten |
| 1       | Spanje           | 3           | 2           | 1           | 0           | 8          | 2          | +6         | 5      |
| 2       | Groot-Brittannië | 3           | 1           | 2           | 0           | 4          | 1          | +3         | 4      |
| 3       | België           | 3           | 1           | 1           | 1           | 6          | 6          | 0          | 3      |
| 4       | Zwitserland      | 3           | 0           | 0           | 3           | 3          | 12         | -9         | 0      |

| Datum       | Ronde | Plaats | Land | Score            | Land |
| ----------- | ----- | ------ | ---- | ---------------- | ---- |
| Groepsfase  |       |        |      |                  |      |
| 26 augustus | Rome  | België | 4-2  | Zwitserland      |      |
| 30 augustus | Rome  | België | 1-1  | Groot-Brittannië |      |
| 2 september | Rome  | Spanje | 3-1  | België           |      |

| 9-12e plek |           |             |             |             |             |            |            |            |        |
| #          | Land      | Wedstrijden | Wedstrijden | Wedstrijden | Wedstrijden | Doelpunten | Doelpunten | Doelpunten | Punten |
| #          | Land      | G           | W           | G           | V           | V          | T          | Saldo      | Punten |
| 1          | Nederland | 2           | 2           | 0           | 0           | 4          | 1          | +3         | 4      |
| 2          | Frankrijk | 2           | 1           | 0           | 1           | 1          | 2          | -1         | 2      |
| 3          | België    | 2           | 0           | 0           | 2           | 1          | 3          | -2         | 0      |

| Datum        | Ronde | Plaats    | Land | Score  | Land |
| ------------ | ----- | --------- | ---- | ------ | ---- |
| Groepsfase   |       |           |      |        |      |
| 6 september  | Rome  | Frankrijk | 1-0  | België |      |
| 10 september | Rome  | Nederland | 2-1  | België |      |

### Kanovaren
| Olympiër                                                        | Discipline     | Resultaat | Prestatie                                                                        |
| --------------------------------------------------------------- | -------------- | --------- | -------------------------------------------------------------------------------- |
| Robert De Waele                                                 | K-1 1000m (m)  | 15e       | serie 1: 5e in 4.08,60 herkansingen: 3e in 4.16,61 halve finale 1: 6e in 4.12,48 |
| Yvan Decock Robert De Waele Germaan Van de Moere Rik Verbrugghe | K-1 4x500m (m) | 13e       | serie 2: 5e in 8.44,33 herkansingen: 3e in 8.11,24                               |
| Germaan Van de Moere Rik Verbrugghe                             | K-2 1000m (m)  | 10e       | serie 1: 4e in 3.46,42 herkansingen: 1e in 3.49,34 halve finale 1: 4e in 3.48,71 |

### Moderne vijfkamp
| Olympiër    | Discipline | Resultaat | Prestatie |
| ----------- | ---------- | --------- | --- |
| Arsène Pint | mannen     | 54e       | paardensport: 10e in 8.17,2 (1129 punten) schermen: 53e met 18 overwinningen (425 punten) schietsport: 57e met 160 (300 punten) zwemmen: 55e in 5.27,0 (565 punten) atletiek: 44e in 15.59,5 (823 punten) totaal: 3242 punten |

### Paardensport
| Olympiër             | Discipline     | Resultaat      | Prestatie                                                                                |
| Springconcours       | Springconcours | Springconcours | Springconcours                                                                           |
| -------------------- | -------------- | -------------- | ---------------------------------------------------------------------------------------- |
| Georges Hernalsteens | individueel    | 34e            | 1e ronde: 46e met 66 strafpunten 2e ronde: 33e met 36 strafpunten totaal 102 strafpunten |
| Brigitte Schockaert  | individueel    | DNF            | 1e ronde: niet gefinisht                                                                 |

### Roeien
| Olympiër                                     | Discipline      | Resultaat | Prestatie                                                                         |
| -------------------------------------------- | --------------- | --------- | --------------------------------------------------------------------------------- |
| Gérard Higny Jean-Marie Lemaire              | dubbel-twee (m) | 6e        | serie 3: 2e in 6.55,31 1e ronde herkansingen: 1e in 6.49,04 finale: 6e in 6.56,40 |
| Roland Bollenberg Edgard Luca Étienne Pollet | twee-met (m)    | 18e       | serie 3: 6e in 8.14,40 1e ronde herkansingen: 5e in 8.18,29                       |

### Schermen
| Olympiër                                                                              | Discipline      | Resultaat | Prestatie |
| ------------------------------------------------------------------------------------- | --------------- | --------- | --- |
| Roger Achten                                                                          | degen (m)       | 5e        | 1e ronde groep 2: 1e 2e ronde groep 4: 4e kwartfinale 4: 2e halve finale 1: 4e finale: 5e V van ITA Delfino: 6-7 V van GBR Jay: 4-5 V van URS Habārovs: 4-5 V van HUN Sákovics: 2-5 W van FRA Dreyfus: 5-4 W van FRA Mouyal: 5-1 W van ITA Breda: 5-3 |
| François Dehez                                                                        | degen (m)       | 33e       | 1e ronde groep 5: 3e 2e ronde groep 3: 6e |
| René Van Den Driessche                                                                | degen (m)       | 60e       | 1e ronde groep 12: 5e |
| Roger Achten Jacques Debeur François Dehez Pierre Francisse René Van Den Driessche    | degen team (m)  | 9e        | 1e ronde groep 7: 1e 2e ronde groep 4: 2e |
| Jacques Debeur                                                                        | floret (m)      | 43e       | 1e ronde groep 7: 4e |
| Franck Delhem                                                                         | floret (m)      | 39e       | 1e ronde groep 3: 4e |
| André Verhalle                                                                        | floret (m)      | 22e       | 1e ronde groep 12: 3e 2e ronde groep 3: 4e kwartfinale 1: 6e |
| Jacques Debeur François Dehez Franck Delhem André Verhalle                            | floret team (m) | 9e        | 1e ronde groep 4: 2e 2e ronde groep 2: 2e |
| Gustave Ballister                                                                     | sabel (m)       | 45e       | 1e ronde groep 9: 4e |
| José Van Baelen                                                                       | sabel (m)       | 26e       | 1e ronde groep 4: 2e 2e ronde groep 2: 5e |
| Marcel Van Der Auwera                                                                 | sabel (m)       | 18e       | 1e ronde groep 10: 3e 2e ronde groep 6: 4e kwartfinale 2: 5e |
| Gustave Ballister François Heywaert Roger Petit José Van Baelen Marcel Van Der Auwera | sabel team (m)  | 9e        | 1e ronde groep 1: 2e 2e ronde groep 1: 2e |
|                                                                                       |                 |           | |
| Jacqueline Appart                                                                     | floret (v)      | 26e       | 1e ronde groep 1: 3e kwartfinale 3: 7e |
| Marie Melchers                                                                        | floret (v)      | 34e       | 1e ronde groep 7: 4e |
| Claudine Wallet                                                                       | floret (v)      | 40e       | 1e ronde groep 3: 5e |

### Schietsport
| Olympiër           | Discipline                 | Resultaat | Prestatie                                                                                             |
| ------------------ | -------------------------- | --------- | --- |
| Frans Lafortune    | 50m geweer 3 houdingen (m) | 42e       | kwalificatie groep 1: 27e met 530 punten (191-180-159) finale: 42e met 1099 punten (383-367-349)      |
| François Lafortune | 50m geweer 3 houdingen (m) | 31e       | kwalificatie groep 2: 19e met 543 punten (193-185-165) finale: 31e met 1108 punten (386-375-347)      |
| Frans Lafortune    | 50m geweer liggend (m)     | 5e        | kwalificatie groep 2: 14e met 384 punten (93-97-96-98) finale: 39e met 574 punten (95-94-96-96-96-97) |
| François Lafortune | 50m geweer liggend (m)     | 5e        | kwalificatie groep 1: 20e met 383 punten (93-97-98-95) finale: 54e met 555 punten (90-94-94-95-93-89) |
| Marcel Lafortune   | 50m pistool (m)            | 42e       | kwalificatie groep 1: 18e met 343 punten (85-85-85-88) finale: 34e met 525 punten (87-83-88-90-86-91) |

### Waterpolo
| Olympiër                                                                                               | Discipline | Resultaat | Prestatie                                                                         |
| --- | ---------- | --------- | --------------------------------------------------------------------------------- |
| Jacques Caufrier Bruno De Hesselle Karel De Vis Roger De Wilde Nicolas Dumont Léon Pickers Jozef Smits | mannen     | 13e       | groep D: 4e V van Frankrijk: 2-3 V van Hongarije: 4-9 V van Verenigde Staten: 2-5 |

| Groep D |                  |             |             |             |             |            |            |            |        |
| #       | Land             | Wedstrijden | Wedstrijden | Wedstrijden | Wedstrijden | Doelpunten | Doelpunten | Doelpunten | Punten |
| #       | Land             | G           | W           | G           | V           | V          | T          | Saldo      | Punten |
| 1       | Hongarije        | 3           | 3           | 0           | 0           | 27         | 9          | +18        | 6      |
| 2       | Verenigde Staten | 3           | 2           | 0           | 1           | 17         | 13         | +4         | 4      |
| 3       | Frankrijk        | 3           | 1           | 0           | 2           | 10         | 23         | -13        | 2      |
| 4       | België           | 3           | 0           | 0           | 3           | 8          | 17         | -9         | 0      |

| Ronde       | Datum | Plaats           | Land | Score     | Land |
| ----------- | ----- | ---------------- | ---- | --------- | ---- |
| Groepsfase  |       |                  |      |           |      |
| 26 augustus | Rome  | België           | 2-3  | Frankrijk |      |
| 27 augustus | Rome  | Hongarije        | 9-4  | België    |      |
| 29 augustus | Rome  | Verenigde Staten | 5-2  | België    |      |

### Wielersport
| Olympiër                                                            | Discipline               | Resultaat | Prestatie |
| Baan                                                                | Baan                     | Baan      | Baan |
| ------------------------------------------------------------------- | ------------------------ | --------- | --- |
| Gilbert De Rieck                                                    | sprint (m)               | 9e        | serie 6: 2e 1e ronde herkansingen: W van ESP Errandonea: 12,4 1e ronde herkansingen finale: 2e 2e ronde serie 2: 3e 2e ronde herkansingen: 3e                                      |
| Leo Sterckx                                                         | sprint (m)               | Zilver    | serie 3: W van BRA Argenton: 11,4 (OR) 2e ronde serie 5: 1e in 11,3 kwartfinale 3: W van GBR Binch: 2-0 halve finale 1: W van ITA Gasparella: 2-1 finale: V van ITA Gaiardoni: 0-2 |
| Jean-Desiré Govaerts                                                | tijdrit (m)              | 7e        | 1.10,23 |
| Romain De Loof Barthélémy Gillard Frans Melckenbeeck Charles Rabaey | ploegenachtervolging (m) | 9e        | serie 10: V van Uruguay: 4.49,46 |
| Weg                                                                 |                          |           | |
| Benoni Beheyt                                                       | wegwedstrijd (m)         | 7e        | 4:20.57 |
| Joseph Geurts                                                       | wegwedstrijd (m)         | DNF       | niet gefinisht |
| Robert Lelangue                                                     | wegwedstrijd (m)         | 49e       | 4:22.02 |
| Willy Vanden Berghen                                                | wegwedstrijd (m)         | Brons     | 4:20.57 |
| Benoni Beheyt Yvan Covent Willy Monty Willy Vanden Berghen          | ploegentijdrit (m)       | 18e       | 2:27.11,12 |

### Worstelen
| Olympiër        | Discipline  | Resultaat   | Prestatie |
| Vrije stijl     | Vrije stijl | Vrije stijl | Vrije stijl |
| --------------- | ----------- | ----------- | --- |
| Jef Mewis       | -62kg (m)   | 5e          | 1e ronde: W van IND Shiam 2e ronde: W van FRA Ballery 3e ronde: W van AUT Marte 4e ronde: V van TUR Dağıstanlı 5e ronde: V van BUL Ivanov |
| Grieks-Romeins  |             |             | |
| Maurice Mewis   | -52kg (m)   | 10e         | 1e ronde: V van IRI Paziraie 2e ronde: W van FIN Hakola 3e ronde: V van ITA Fabra                                                         |
| Aimé Verhoeven  | -57kg (m)   | 23e         | 1e ronde: V van YUG Dora 2e ronde: V van URS Karavayev                                                                                    |
| Karel Oomen     | -73kg (m)   | 20e         | 1e ronde: V van JPN Takeda 2e ronde: V van ROU Bularcă                                                                                    |
| Albert Michiels | -79kg (m)   | 12e         | 1e ronde: V van HUN Gurics 2e ronde: W van JPN Aomi 3e ronde: V van URS Chuchalov                                                         |

### Zeilen
| Olympiër                       | Discipline      | Resultaat | Prestatie                           |
| ------------------------------ | --------------- | --------- | ----------------------------------- |
| André Nelis                    | finn            | Brons     | 5934 punten: (2-2-12-24-3-15-4)     |
| Jacques de Brouwere André Maes | flying dutchman | 21e       | 2300 punten: (18-22-21-19-13-12-16) |

### Zwemmen
| Olympiër         | Discipline          | Resultaat | Prestatie                                                                  |
| ---------------- | ------------------- | --------- | -------------------------------------------------------------------------- |
| Herman Verbauwen | 100m rugslag (m)    | 15e       | serie 1: 5e in 1.05,0 halve finale 1: 8e in 1.06,2                         |
| Gilbert Desmit   | 200m schoolslag (m) | 13e       | serie 6: 2e in 2.42,4 swim-off: 2e in 2.41,1 halve finale 2: 6e in 2.41,87 |
|                  |                     |           |                                                                            |
| Anne Van Parijs  | 100m rugslag (v)    | 27e       | serie 4: 7e in 1.20,4                                                      |

Afghanistan · Argentinië · Australië · Bahama's · België · Bermuda · Birma · Brazilië · Brits-Guiana · Bulgarije · Canada · Ceylon · Chili · Colombia · Cuba · Denemarken · Duits eenheidsteam · Ethiopië · Fiji · Filipijnen · Finland · Frankrijk · Ghana · Griekenland · Groot-Brittannië · Haïti · Hongarije · Hongkong · Ierland · IJsland · India · Indonesië · Irak · Iran · Israël · Italië · Japan · Joegoslavië · Kenia · Libanon · Liberia · Liechtenstein · Luxemburg · Malakka · Malta · Marokko · Mexico · Monaco · Nederland · Nederlandse Antillen · Nieuw-Zeeland · Nigeria · Noorwegen · Oeganda · Oostenrijk · Pakistan · Panama · Peru · Polen · Portugal · Puerto Rico · Roemenië · San Marino · Singapore · Soedan · Sovjet-Unie · Spanje · Suriname · Taiwan · Thailand · Tsjecho-Slowakije · Tunesië · Turkije · Uruguay · Venezuela · Verenigde Arabische Republiek · Verenigde Staten · Vietnam · West-Indische Federatie · Zuid-Afrika · Zuid-Korea · Zuid-Rhodesië · Zweden · Zwitserland